# Amadeo Giannini

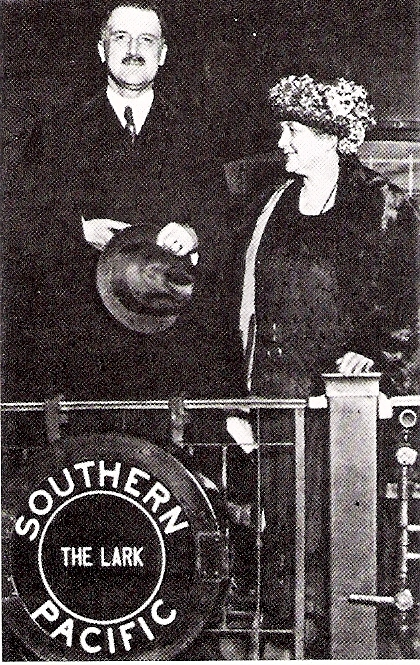
Amadeo Giannini

Amadeo Pietro Giannini (1870–1949), sinh tại San Jose, California, là người sáng lập ra Bank of America.
Giannini bắt đầu kinh doanh với vai trò là một người môi giới sản phẩm, thương nhân ủy thác và nhà buôn cho những nông trại ở thung lũng Santa Clara. Việc kinh doanh ban đầu này đã mang lại thành công cho ông. Sau khi kết hôn với Clorinda Cuneo, con gái ông chủ giàu có của North Beach Real Estate, ông trở thành giám đốc của Columbus Savings and Loan, công ty mà cha vợ của Giannini nắm giữ lợi tức. Thời bấy giờ, các ngân hàng hoạt động chủ yếu phục vụ cho lợi ích của nhà giàu và giới thượng lưu. Giannini đã nhận thấy cơ hội lớn khi hướng đến đối tượng là những người nhập cư. Tuy nhiên, ý kiến này của Giannini lại không được sự đồng thuận từ các nhà quản lý khác của công ty. Chính điều này đã dẫn đến sự ra đi của ông để lập ngân hàng riêng.
Ngày 17 tháng 10 năm 1904, ông thành lập Ngân hàng Ý ở San Francisco. Đây là ngân hàng mới dành cho những người nhập cư chăm chỉ, đối tượng mà các ngân hàng khác không hướng đến. Giannini đã phục vụ những khách hàng bị lãng quên này không dựa trên số tiền họ có mà dựa trên nghị lực của họ.
Bắt đầu từ con số $8,780 trong ngày đầu tiên, tiền gửi vào ngân hàng nhảy vọt lên đến $700,000 (tương đương với $13.5 triệu năm 2002). Trận động đất vào năm 1906 ở San Francisco đã san phẳng nhiều cơ sở hạ tầng của thành phố. Trước tình cảnh đó, Giannini đã lập nên một ngân hàng tạm với chức năng nhận tiền gửi, cho vay; đồng thời, ông tuyên bố rằng San Francisco sẽ đi lên từ đống tro tàn.
Năm 1916, Giannini đã mở rộng, thành lập thêm một số chi nhánh ngân hàng khác bởi ông tin rằng đây là cách giữ vững sự ổn định cho các ngân hàng trong thời kỳ khủng hoảng đồng thời phát triển vốn huy động. Thực tế sau đó, Gianini sở hữu hơn 500 chi nhánh ngân hàng ở California.
Năm 1928, Giannini đã có cuộc gặp gỡ với Orra E. Monnette, Chủ tịch hội đồng quản trị kiêm giám đốc Ngân hàng Hoa Kỳ, Los Angeles, nhằm xúc tiến sự hợp tác về tài chính giữa hai ngân hàng. Sau cuộc gặp gỡ này, Ngân hàng Hoa Kỳ đã ra đời với chức chủ tịch hội đồng quản trị thuộc về Giannini (ông đã được tại nhiệm trên cương vị này đến khi nghỉ hưu).
Ngân hàng của Gianini đã chi ngân sách để khuyến khích phát triển ngành hoạt hình và rượu ở California; năm 1937, ông cho Walt Disney vay để sản xuất phim Bạch Tuyết và bảy chú lùn. Vào thời Đại Khủng hoảng, ông bán trái phiếu để hỗ trợ cho việc xây dựng cầu Golden Gate. Còn trong Chiến tranh thế giới thứ hai, Gianini đã chi một khoản tiền lớn cho nhà công nghiệp Henry Kaiser và các doanh nghiệp của ông ta phục vụ cho chiến tranh. Sau đó (năm 1945), Giannini đã cho Fiat vay nhằm tái thiết các nhà máy bị chiến tranh tàn phá.
Ngoài ra, Giannini còn tham gia sáng lập Tập đoàn Transamerica, hoạt động theo hình thức tổng công ty. Ban đầu, Transamerica là cổ đông kiểm soát Ngân hàng Hoa Kỳ. Việc này chấm dứt sau khi đạo luật Bank Holding Company được thông qua vào năm 1956.